# Marisba undulifera
Marisba undulifera är en fjärilsart som beskrevs av Walker 1863. Marisba undulifera ingår i släktet Marisba och familjen mott. Inga underarter finns listade i Catalogue of Life.